# Crucibulum umbrella
Crucibulum umbrella is een slakkensoort uit de familie van de Calyptraeidae. De wetenschappelijke naam van de soort is voor het eerst geldig gepubliceerd in 1830 door Deshayes.